# آرژونویر
آرژونویر (به فرانسوی: Argenvières) یک کمون در فرانسه است که در canton of Sancergues واقع شده‌است. آرژونویر ۱۴٫۷۲ کیلومتر مربع مساحت دارد ۱۷۰ متر بالاتر از سطح دریا واقع شده‌است.